# Liangkang Kangri
Liangkang Kangri är ett berg i Bhutan på gränsen till Kina. Det ligger i distriktet Punakha, i den norra delen av landet. Toppen på Liangkang Kangri är 7 534 meter över havet, eller 242 meter över den omgivande terrängen.
Den högsta punkten i närheten är Gangkhar Puensum, 7 570 meter över havet, 2,0 kilometer sydost om Liangkang Kangri.
Trakten runt Liangkang Kangri är permanent täckt av is och snö.